# گرود (مکان نامی)
گرود (الگو:الفبای سیریلیک: город) یک پسوند و برابر اسلاوی واژۀ "شهر"، "دژ" یا "قصبه" بوده و با پسوند های گراد و هورود دارای پیوند است. این پسوند در فارسی به شکل گرد دیده می‌شود، همچون دارابگرد.
این پسوند، در نامگذاری مکانهای اسلاوی متعددی به کار رفته است:
- بلیگرود
- بلگورود
- گورودتس
- ایانگورود
- کیتایگورود
- اسلاوگورود
- نیژنی نووگورود
- ولیکی نووگورود
- زونیگورود